# Вакцинація проти COVID-19 в Есватіні
Вакцинація проти COVID-19 в Есватіні — це кампанія масової імунізації населення Есватіні проти COVID-19 під час пандемії коронавірусної хвороби. Есватіні розпочала свою вакцинальну програму 19 березня 2021 року. На початку травня 2021 року повідомлено, що в країні введені всі дози вакцини, отримані до цього.

## Хронологія
Березень 2021 року: Есватіні отримує 20 тисяч доз вакцини Oxford-AstraZeneca/«Ковішелд», подарованих Індією, і 12 тисяч доз тієї ж вакцини через COVAX.
19 березня 2021: старт кампанії цільової вакцинації. До кінця березня введено 9871 дозу вакцини.
До кінця квітня 2021 року введено 34897 доз вакцини.
До кінця травня 2021 року введено 34897 доз вакцини.
До кінця червня 2021 року введено 34897 доз вакцини.
27 липня 2021 року: Есватіні отримує 300 тисяч доз вакцини Janssen проти COVID-19, подарованих США. Станом на кінець липня було введено 66553 дози вакцини та повністю вакциновано 27227 осіб (6 % цільового населення).
3 серпня 2021: старт загальної вакцинальної кампанії. До кінця серпня було введено 189424 дози вакцини та повністю вакциновано 150535 осіб (32 % цільового населення).
Станом на кінець вересня 2021 року було введено 248985 доз вакцини та повністю вакциновано 210432 особи (45 % цільового населення).
До кінця жовтня було введено 274379 доз вакцини та повністю вакциновано 235360 осіб (50 цільового населення).
Станом на кінець листопада 2021 року було введено 306445 доз вакцини та повністю вакциновано 260763 особи (56 % цільового населення).
Станом на кінець грудня 2021 року було введено 401306 доз вакцини та повністю вакциновано 302304 особи (64 % цільового населення).
До кінця січня 2022 року було введено 475718 доз вакцини та повністю вакциновано 334851 особу (70 % цільового населення).
До кінця лютого 2022 року було введено півмільйона доз вакцини та повністю вакциновано 336066 осіб.
Станом на кінець березня 2022 року було введено 509424 дози вакцини та повністю щеплено 336066 осіб.
Станом на кінець квітня 2022 року було введено 535393 дози вакцини та повністю щеплено 336066 осіб.

## Прогрес
27226 осіб були повністю вакциновані на кінець липня 2021 року, 150535 — на кінець серпня, 210432 — на кінець вересня, 235360 — на кінець жовтня, 260763 — на кінець листопада та 401306 осіб (64 % цільової групи населення) до кінця грудня 2021 року.